# Pedro Cuatrecasas

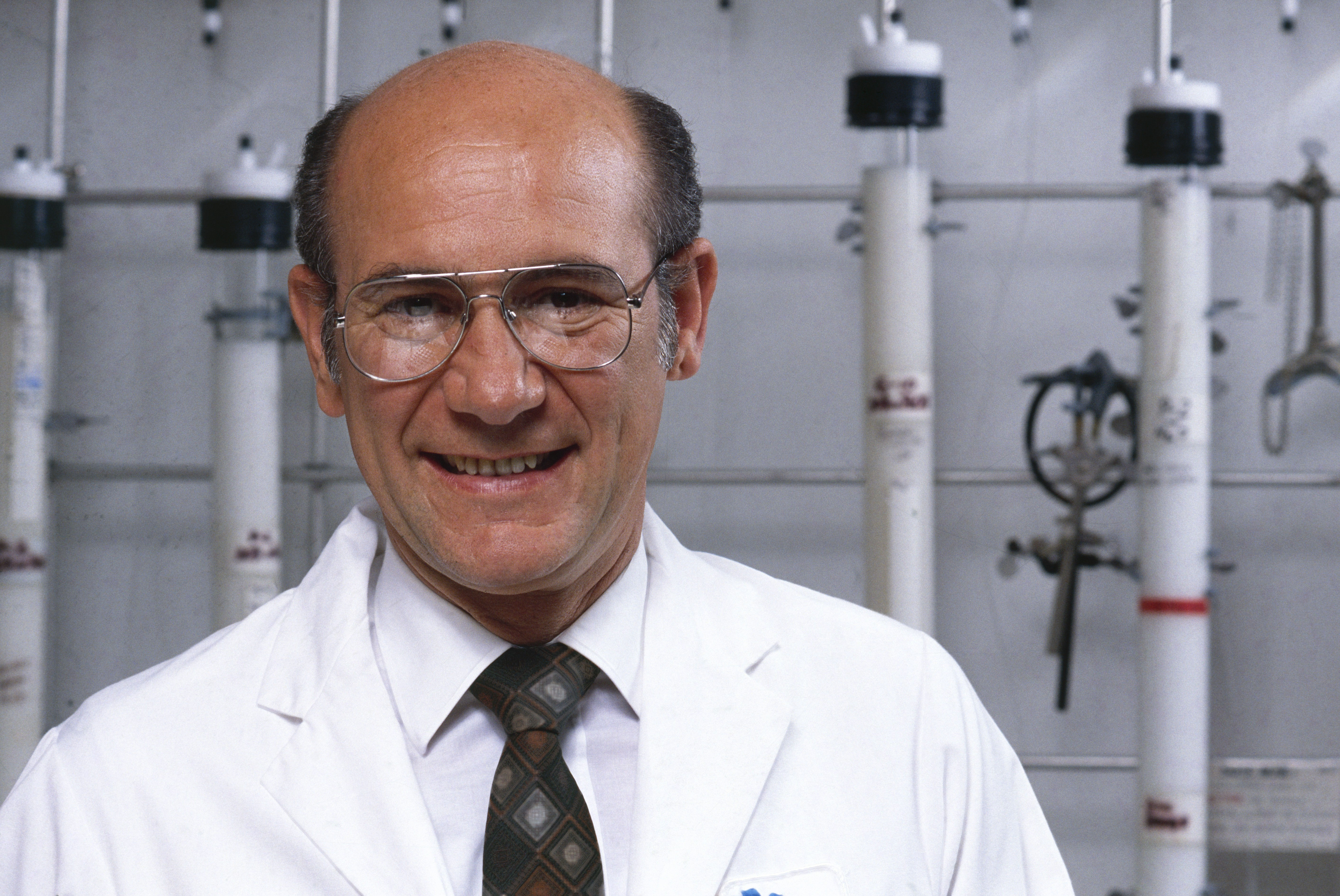
Pedro Cuatrecasas

Pedro Martin Cuatrecasas (* 27. September 1936 in Madrid; † 19. März 2025 in La Jolla, San Diego) war ein spanisch-amerikanischer Mediziner und Pharmakologe.

## Karriere
Cuatrecasas studierte Medizin an der University of Washington in St. Louis, wo er 1958 seinen Bachelorabschluss machte und 1962 promovierte (M. D., magna cum laude). Danach war er 1962 bis 1964 Arzt im Praktikum (Internship, Residency) am Johns Hopkins University Hospital und forschte dann an den National Institutes of Health (Institute for Arthritis and Metabolic Diseases), ab 1967 als Medical Officer, während er gleichzeitig an der George Washington University Lecturer in Biochemie war. Ab 1970 war er Associate Professor und ab 1972 Professor an der Johns Hopkins University Medical School. 1975 bis 1986 war er Forschungsdirektor bei Wellcome Burroughs an deren Forschungslaboratorien in North Carolina (Vizepräsident für Forschung) und gleichzeitig Adjunct Professor an der Duke University und der University of North Carolina. Ab 1986 war er Senior Vice President für Forschung bei Glaxo und 1988/89 Direktor von Glaxo International Research. Ab 1989 bis 1997 war er Präsident der Pharmazeutischen Forschung bei Parke-Davis in Ann Arbor und 1989 bis 1997 Vizepräsident von Warner-Lambert. Ab 1990 war er außerdem Adjunct Professor an der University of Michigan und ab 1997 an der University of California, San Diego.
Er ist bekannt für die Erfindung und Entwicklung der Affinitätschromatographie. In seiner Zeit in der pharmazeutischen Industrie war er an der Entwicklung und Markteinführung von über 40 Medikamenten beteiligt, darunter Aciclovir und AZT.
1987 erhielt er den Wolf-Preis in Medizin mit Meir Wilchek. 1972 erhielt er den John J. Abel Award in Pharmakologie. 1982 wurde er in die National Academy of Sciences, 1988 in die American Academy of Arts and Sciences gewählt.